# Битка код Спајон Копа
Битка код Спајон Копа одиграла се 24. јануара 1900. године између војске Велике Британије и Бура. Битка је део Бурског рата (1899—1902) и завршила се бурском победом.

## Битка
Спајон Коп је планински масив у Наталу (Јужноафричка Република), на обали реке Тугеле, на око 40 километара југозападно од Лејдисмита. Крајем јануара 1900. године британске трупе генерала Булера (30.000 људи) покушале су по други пут деблокаду Лејдисмита. Но Бури (11 000 људи) под командом генерала Боте задржали су их 20. јануара на ивици падина Спајон Копа. Британци су затим у зору 24. јануара под заштитом магле прешли поново у напад и избили на Спајон Коп. Међутим, када се дигла магла, Бури су подржани артиљеријом (5 топова) и лаком митраљеском и пушчаном ватром извршили противнапад и одбацили Британце на узан и откривен полазни положај. Борба је продужена целог дана уз велике губитке Британаца. Долазак британских појачања проузроковало је нагомилавање јединица, које су трпеле велике губитке. Не чекајући наређење ни нова појачања, Британци су се у нереду повукли, изгубивши око 90. официра и 1650 бораца. Бури су изгубили 200 људи.

## Занимљивости
Ова битка, иако не толико историјски важна, имала је посебно место у изградњи националне свести код Енглеза као битка која је изгубљена али се ипак слави због херојске борбе. Коп је тако код Енглеза постао синоним за пожртвовану борбу. Трагове утицаја „мита о Копу,, данас налазимо у модерном културном и спортском животу код Енглеза. Нпр. део трибине на стадиону једног од највећих фудбалских клубова Енглеске, Ливерпула, добио је име по овој бици, а касније је то постао општи назив за трибине са главним навијачима свих фудбалских клубова у Енглеској.